# Fortune Feimster
Fortune Feimster, född 1 juli 1980 i Charlotte, North Carolina, är en amerikansk skådespelare.
Feimster har bland annat medverkat i TV-serierna The Mindy Project (2015–2017) och Bless the Harts (2019–2021). Hon har medverkat i filmen Själen från 2020.

## Filmografi (i urval)
- 2015–2017 – The Mindy Project (TV-serie)
- 2019–2021 – Bless the Harts (TV-serie)
- 2020 – Själen
- 2023 – Familjeförvirringen